# Półwiosek (Grodków)
Półwiosek (niem. Halbendorf) – część miasta Grodków w Polsce, w województwie opolskim, w powiecie brzeskim. Rozpościera się wzdłuż ulicy Otmuchowskiej, na południowy zachód od centrum Grodkowa. 
Dawniej wieś i gmina jednostkowa. Od 1945 w Polsce, gdzie ustanowił gromadę w gminie Grodków w powiecie grodkowskim w województwie opolskim. W związku z reformą administracyjną kraju jesienią 1954 Półwiosek został siedzibą nowo utworzonej gromady Półwiosek, a po jej zniesieniu 31 grudnia 1959 został włączony do gromady Tarnów Grodkowski.
1 stycznia 1973, w związku z kolejną reformą administracyjną kraju, Półwiosek (659,00 ha) włączono do Grodkowa.